# Extravaganza
Uma extravaganza é um trabalho literário ou musical (muitas vezes de teatro musical) caracterizado pela liberdade de estilo e estrutura e, geralmente, contém elementos de burlesco, pantomima, music hall e paródia. Às vezes, também tem elementos de cabaré, circo, revue, variedade, vaudeville e mímica. Extravaganza pode mais amplamente se referir a uma produção teatral/cinematográfica elaborada, espectacular, e cara.
O termo foi amplamente usado para descrever um tipo de drama britânico do século XIX, que se tornou popular com James Planché. Planché definiu-o como "o tratamento lunático de um assunto poético".
O termo é derivado da palavra italiana stravaganza, significando extravagância.